# Glasgow Mets
Glasgow Mets – szkocki klub siatkarski z Glasgow. Na samym początku klub funkcjonował w małym szkockim miasteczku Blantyre, po kilku latach przeniósł się do południowej części Glasgow, gdzie ma swoją siedzibę do dnia obecnego. jest najbardziej rozwiniętym klubem siatkarskim w Szkocji. Do sezonu 2009/2010 Mets grali w pięciu różnych ligach, a także jako jedyni w Szkocji mieli drużynę w siatkówce na siedząco. Obecnie są tylko dwie drużyny męskie, które grają w pierwszej i drugiej lidze szkockiej.

## Sezon 2013/14
Mets I rozegrali kolejny dobry sezon zajmując drugie miejsce w lidze z 11 zwycięstwami z 14 rozegranych spotkań tracąc 15 setów w całym sezonie. Wygrali także Playoffs rozgrywane na koniec sezonu pokonując dwie drużyny z Edynburga. Do składu dołączył kolejny polski zawodnik, Edward Górecki. Były atakujący pierwszo-ligowego zespołu PEKPOL Ostrołęka dołączył na początku sezonu zmieniając pozycje na przyjmującego. Mets II w tym sezonie wywalczyli długo oczekiwany awans do pierwszej ligi po tym jak w lidze zajęli 1. miejsce i w systemie Playoffs wygrali dwa finałowe mecze pokonując swoich odwiecznych rywali Glasgow Su Ragazzi. Niestety obecny prezes i rada nadzorcza podjęli decyzję, że klub nie może zaakceptować tak długo wyczekiwanego awansu gdyż sprawiło by to wiele problemów nie tylko klubowi ale także szkockiemu związkowi piłki siatkowej. Do składu powróciło wielu graczy po kontuzjach i przerwach. Mets II rozegrali 12 spotkań wygrywając 10 i w całym sezonie stracili tylko 7 setów.

## Sezon 2012/13
W sezonie 12/13 SVA Scottish Volleyball Association podzieliła drugą ligę na dwie części: wschodnią i zachodnią, i to w tej drugiej Glasgow Mets II brali udział z wielkim sukcesem, bo zwyciężyli ligę wygrywając 11 meczów z 12 rozegranych tracąc tylko 7 setów w cały sezonie. Jednakże to nie wystarczyło aby osiągnąć długo wyczekiwany awans do pierwszej ligi, gdyż odpadli w pierwszej części systemu playoffs przegrywając 2:3 z Beacon. Glasgow Mets I borykając się z wieloma problemami m.in.: kontuzje, utrata kluczowych graczy, zawieszenia zakończyli sezon na 5 pozycji w tabeli wygrywając 6 meczów z 14 rozegranych tracąc 30 setów.

## Rozgrywki krajowe Glasgow Mets I

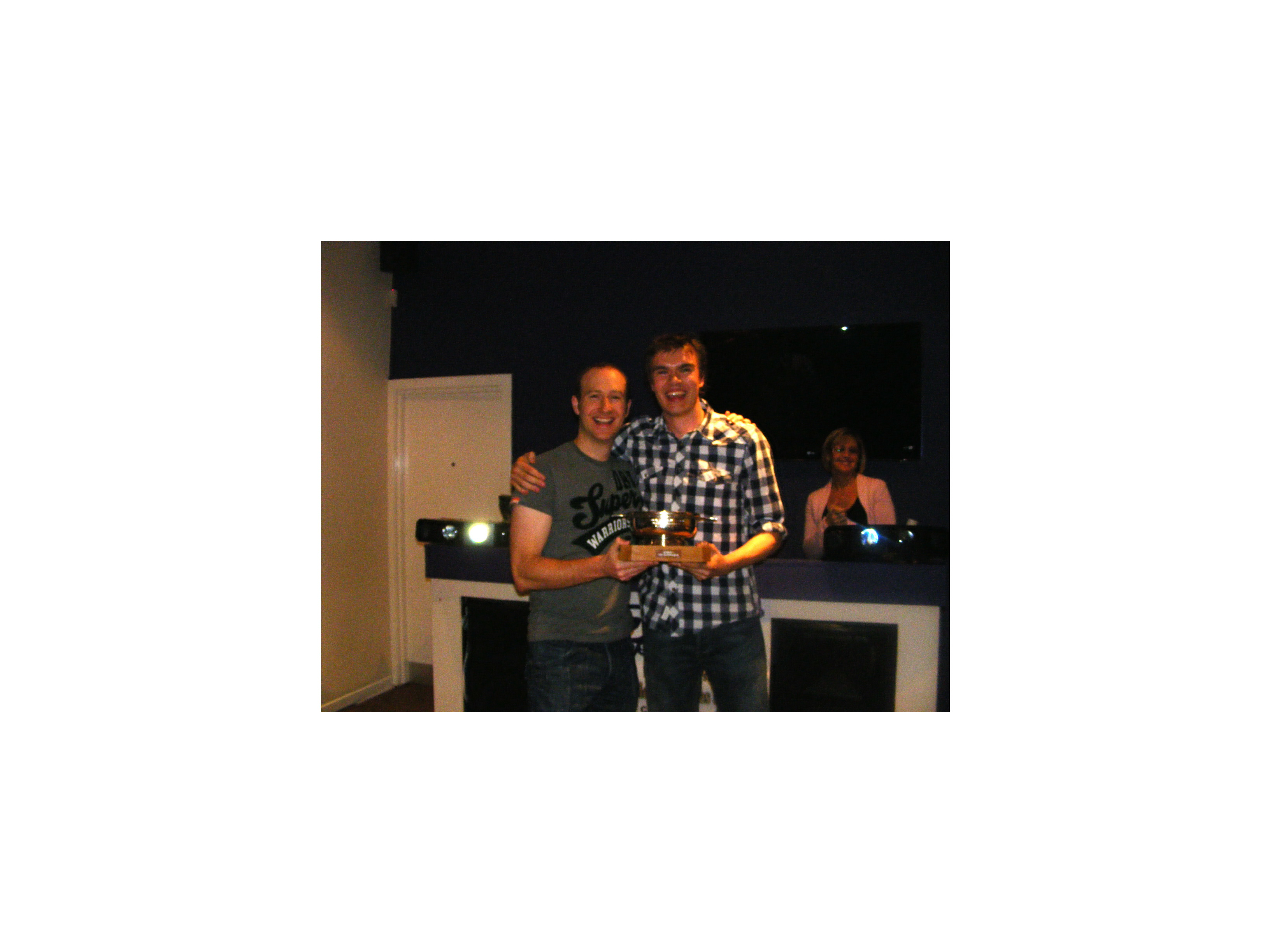
Alan Krawczyk jako kapitan otrzymuje Puchar „Celtic Cup” z rąk prezesa klubu Vincenta Lyle'a

| Sezon     | Rozgrywki              | Osiągnięcie |       |
| --------- | ---------------------- | ----------- | ----- |
| 2005/2006 | Scottish Thistle Bowl  | zwycięzcy   | złoto |
| 2007/2008 | Division One           | 2. miejsce  |       |
| 2007/2008 | Scottish Top Teams Cup | zwycięzcy   | złoto |
| 2007/2008 | Scottish Cup           | zwycięzcy   | złoto |
| 2008/2009 | Division One           | 3. miejsce  |       |
| 2008/2009 | Scottish Top Teams Cup | zwycięzcy   | złoto |
| 2009/2010 | Division One           | 2. miejsce  |       |
| 2010/2011 | Division One           | 1. miejsce  |       |
| 2010/2011 | Men’s Thistle Bowl     | zwycięzcy   | złoto |
| 2011/2012 | Division One           | 3. miejsce  |       |
| 2012/2013 | Division One           | 5. miejsce  |       |
| 2012/2013 | Scottish Cup           | Półfinał    |       |
| 2013/2014 | Division One           | 2. miejsce  |       |
| 2013/2014 | Scottish Cup           | 2. miejsce  |       |

## Rozgrywki międzynarodowe
| Sezon     | Rozgrywki  | Osiągnięcie! |       |
| --------- | ---------- | ------------ | ----- |
| 2006/2007 | Puchar CEV | wycofał się  |       |
| 2010/2011 | Celtic Cup | zwycięzcy    | złoto |

## Rozgrywki krajowe Glasgow Mets II

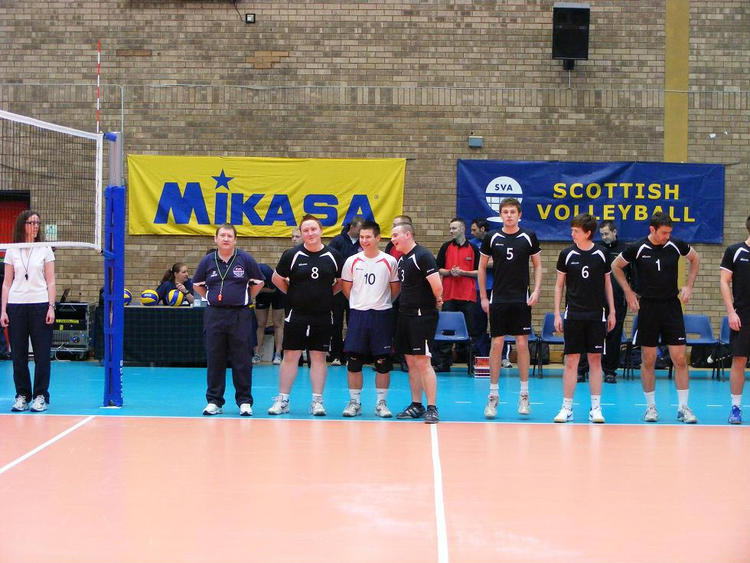
Glasgow Mets II w finale Scottish Plate. Od lewej: Gordon Laughland, Dominik Sirant, Scott Esslemont, Scott Montgomery, Luke Pye, Mark Hudson.

| Sezon     | Rozgrywki      | Osiągnięcie             |       |
| --------- | -------------- | ----------------------- | ----- |
| 2003/2004 | Scottish Plate | zwycięzcy               | złoto |
| 2008/2009 | Division Two   | 3. miejsce              |       |
| 2009/2010 | Division Two   | 7. miejsce (degradacja) |       |
| 2010/2011 | Division Three | 1. miejsce (awans)      |       |
| 2010/2011 | Scottish Plate | zwycięzcy               | złoto |
| 2011/2012 | Division Two   | 4. miejsce              |       |
| 2011/2012 | Scottish Cup   | 2 runda                 |       |
| 2012/2013 | Division Two   | 1. miejsce (bez awansu) |       |
| 2012/2013 | Scottish Cup   | Ćwierćfinał             |       |
| 2013/2014 | Division Two   | 1. Miejsce              |       |
| 2013/2014 | Scottish Cup   | Ćwierćfinał             |       |

## Rozgrywki krajowe Glasgow Mets (kobiety)
| Sezon     | Rozgrywki    | Osiągnięcie             |
| --------- | ------------ | ----------------------- |
| 2008/2009 | Division One | 4. miejsce              |
| 2009/2010 | Division One | 7. miejsce (degradacja) |
| 2010/2011 | Division One | wycofały się            |
| 2011/2012 | Division One | wycofały się            |

## Rozgrywki krajowe Glasgow Mets Boys U19s
| Sezon     | Rozgrywki | Osiągnięcie  |  |
| --------- | --------- | ------------ |  |
| 2008/2009 | JNL       | 1. miejsce   |  |
| 2009/2010 | JNL       | 5. miejsce   |  |
| 2010/2011 | JNL       | 6. miejsce   |  |
| 2011/2012 | JNL       | wycofali się |  |

## Rozgrywki krajowe Glasgow Mets Girls U19s
| Sezon     | Rozgrywki | Osiągnięcie  |
| --------- | --------- | ------------ |
| 2008/2009 | JNL       | 4. miejsce   |
| 2009/2010 | JNL       | 5. miejsce   |
| 2010/2011 | JNL       | 5. miejsce   |
| 2011/2012 | JNL       | wycofały się |

## Glasgow Mets I Kadra
- Pierwszy trener:  Mark Hudson
- Asystent trenera:  Andrew Fleming

| Nr | Imię i nazwisko  | Data ur. | Wzrost | Pozycja      |
| -- | ---------------- | -------- | ------ | ------------ |
| 1  | Alan Krawczyk(c) | 1979     | 187    | rozgrywający |
| 2  | Ryan MacLeod     | 1988     | 193    | atakujący    |
| 4  | Vincent Lyle     | 1985     | 198    | środkowy     |
| 5  | Miguel Cogorro   | 1984     | 193    | atakujący    |
| 7  | Barry Robertson  | 1954     | 182    | libero       |
| 9  | Alan Milton      | 1984     | 185    | przyjmujący  |
| 10 | Sean Hendry      | 1991     | 193    | przyjmujący  |
| 12 | Daryl Mcfarlan   | 1991     | 204    | środkowy     |

## Glasgow Mets II Kadra
- Pierwszy trener:  Mark Hudson

| Nr | Imię i nazwisko       | Data ur. | Wzrost | Pozycja      |
| -- | --------------------- | -------- | ------ | ------------ |
| 1  | Mark Hudson           | 1975     | 187    | środkowy     |
| 3  | Scott Montgomery      | 1991     | 187    | przyjmujący  |
| 5  | Craig Girvan          | 1994     | 179    | środkowy     |
| 6  | Greg Forrest          | 1991     | 187    | atakujący    |
| 7  | Steven Baird          | 1990     | 190    | środkowy     |
| 8  | Gordon Laughland(c)   | 1983     | 176    | rozgrywający |
| 9  | Scott Esslemont       | 1991     | 176    | rozgrywający |
| 10 | Dominik Sirant        | 1993     | 176    | libero       |
| 11 | Krzysztof Świątkowski | 1978     | 190    | przyjmujący  |

## Zwycięzcy Nagrody Gracza Roku
| Sezon |         | Boys           |         | Mets         |         | Mets II      |         | Gracz roku nagroda „Errea” |
| ----- | ------- | -------------- | ------- | ------------ | ------- | ------------ | ------- | -------------------------- |
| 2007  | Szkocja | Fraser Brown   |         |              |         |              |         |                            |
| 2008  | Polska  | Dominik Sirant |         |              |         |              |         |                            |
| 2009  | Szkocja | Alan Cuthbert  |         |              |         |              |         |                            |
| 2010  | Szkocja | Greg Forrest   |         |              |         |              |         |                            |
| 2011  |         | brak składu    | Szkocja | Ryan MacLeod | Szkocja | Craig Beacom | Szkocja | Barry Robertson            |

Szczególne wyróżnienie dostał Alan Krawczyk gdy w sezonie 2010/2011 został wybrany jako najlepszy gracz roku w całej Szkocji. Głosy oddawali gracze, trenerzy i kibice nie tylko Glasgow Mets, ale wszystkich drużyn w szkockich ligach. Alan jest jedynym graczem który grał profesjonalnie w niemieckim klubie Sonneberger 04.
W 2008 roku Andrew Fleming został wybrany trenerem szkockich młodzików u17s aby wybrać drużynę która pojedzie reprezentować wschodnią część Szkocji na UK School Games w Bath, Walia. Sean Hendry został kapitanem tej drużyny i już we wrześniu zdobyli złoty medal. W 2009, 2010 i 2011 roku Dominik Sirant został wybrany jako reprezentant szkockich młodzików na pozycji libero w tym samym turnieju zajmując 2., 3. i 4. miejsce. W 2011 roku Dominik otrzymał nagrodę najlepszy przyjmujący/broniący turnieju.